# Communauté de communes Orb et Taurou
Die Communauté de communes Orb et Taurou ist ein ehemaliger französischer Gemeindeverband mit der Rechtsform einer Communauté de communes im Département Hérault in der Region Okzitanien. Sie wurde am 28. Dezember 1998 gegründet und umfasste fünf Gemeinden. Der Verwaltungssitz befand sich im Ort Murviel-lès-Béziers. Der Gemeindeverband war nach den hier verlaufenden beiden Flüssen Orb und Taurou benannt.

## Historische Entwicklung
Mit Wirkung vom 1. Januar 2017 fusionierte der Gemeindeverband mit der Communauté de communes Les Avant-Monts du Centre Hérault und bildete so die Nachfolgeorganisation Communauté de communes Les Avant-Monts.

## Ehemalige Mitgliedsgemeinden
1. Causses-et-Veyran
2. Murviel-lès-Béziers
3. Pailhès
4. Saint-Nazaire-de-Ladarez
5. Thézan-lès-Béziers

Somit umfasste die Communauté de communes fünf der elf Gemeinden des ehemaligen Wahlkreises (Kantons) Murviel-lès-Béziers.